# María Jesús San Segundo
María Jesús San Segundo Gómez de Cadiñanos (Medina del Campo, Valladolid, 25 de marzo de 1958-Madrid, 17 de diciembre de 2010) fue una política española y ministra de Educación y Ciencia de España desde el 18 de abril de 2004 hasta el 11 de abril de 2006.

## Biografía
María Jesús San Segundo cursó estudios en Burgos y en 1980 se licenció en Ciencias Económicas en la Universidad del País Vasco, con Premio Nacional de Terminación de Estudios. En 1982 completó el máster en Economía en la Universidad de Princeton (Nueva Jersey), y allí obtuvo, en 1985, el Doctorado en Economía con la tesis titulada "Empirical Studies of Quality of Schooling".
Fue becaria del Centro de Formación del Banco de España entre 1982 y 1984 y profesora titular de Economía en las Universidades del País Vasco y Carlos III de Madrid. Entre 1994 y 1996 desempeñó el cargo de asesora del Secretario de Estado de Universidades e Investigación y entre 2000 y enero de 2004 fue vicerrectora de Estudiantes en la Universidad Carlos III de Madrid.
En 2002 fue designada vocal del Consejo de Coordinación Universitaria, por el Congreso de los Diputados a propuesta del Partido Socialista Obrero Español (PSOE), y en enero de 2004 fue designada miembro del comité de asesoramiento al candidato a la Presidencia del Gobierno, José Luis Rodríguez Zapatero, con el cometido de colaborar en el diseño del modelo del futuro gobierno socialista, en su código ético y en sus prioridades.

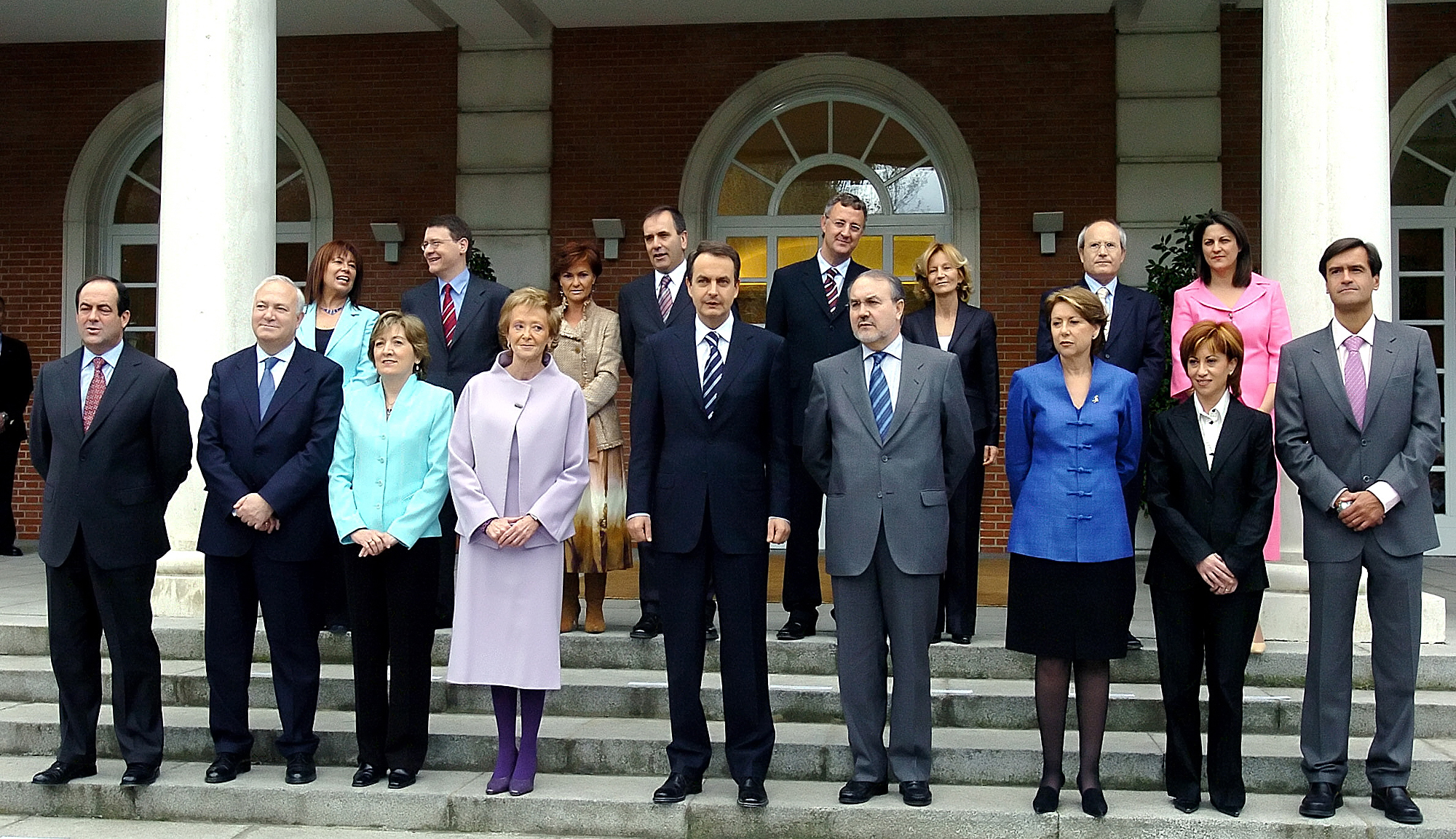
Fotografiada junto con el resto de componentes del primer gabinete de José Luis Rodríguez Zapatero

Tras las elecciones generales de 2004, San Segundo fue nombrada ministra de Educación y Ciencia. Durante esta etapa centró su labor en dos grandes reformas educativas, la Ley Orgánica de Educación (LOE), aprobada en el Congreso de los Diputados el 6 de abril de 2006, y la modificación parcial de la Ley Orgánica de Universidades (LOU).
El 7 de abril de 2006 se anunció su relevo del cargo por Mercedes Cabrera a causa de la remodelación del Gobierno tras la dimisión de José Bono. Su relevo se hizo efectivo el 11 de abril de 2006.
María Jesús San Segundo fue también vicepresidenta de la Asociación de Economía de la Educación (AEDE), miembro del Comité Ejecutivo de la European Access Network y miembro del Advisory Committee for the Centre for Research in Lifelong Learning (UK). Formaba parte del Consejo Asesor del Journal of Widening Participation y de Hacienda Pública Española.
Fue autora de varias publicaciones y numerosos artículos sobre economía de la educación, financiación de la enseñanza, evaluación del sistema educativo, rendimiento académico, igualdad de oportunidades y acceso a la enseñanza, etc.
Tras su salida del Gobierno de España, María Jesús San Segundo fue nombrada Embajadora-Representante Permanente de España ante la Unesco, cargo político que desempeñó hasta el 16 de noviembre de 2010.
Murió en Madrid, el 17 de diciembre de 2010 a la edad de 52 años.